# Bầu cử Hoa Kỳ 2020
Cuộc bầu cử Hoa Kỳ 2020 được tổ chức vào ngày Thứ Ba, ngày 3 tháng 11 năm 2020. Tất cả 435 ghế dân biểu trong Hạ viện Hoa Kỳ, 35 trong 100 ghế nghị sĩ trong Thượng viện Hoa Kỳ, và chức vụ Tổng thống Hoa Kỳ được tranh cử. 13 chức vụ thống đốc tiểu bang và lãnh thổ, cũng như vô số cuộc bầu cử địa phương cũng được tranh cử.  Trong cuộc bầu cử tổng thống, ứng cử viên tổng thống của Đảng Dân chủ là cựu Phó Tổng thống Joe Biden đã đánh bại tổng thống Cộng hòa đương nhiệm là Donald Trump, trong khi Đảng Dân chủ giành quyền kiểm soát toàn bộ Quốc hội – lần đầu tiên kể từ năm 2008 – sau khi giành quyền kiểm soát Thượng viện, mặc dù đã mất 1 số ghế trong Hạ viện.
Cả 2 đảng là Đảng Cộng hòa và Đảng Dân chủ đã đề cử liên danh của họ cho chức vụ tổng thống và phó tổng thống tại đại hội đảng được tổ chức vào cuối tháng 8 năm 2020. Tổng thống đương nhiệm Donald Trump là ứng viên Cộng hòa, và ông không gặp nhiều đối thủ trong các cuộc bầu cử sơ bộ. Cựu phó tổng thống Joe Biden là ứng viên Dân chủ sau khi giành được đa số phiếu đại biểu trong các cuộc bầu cử sơ bộ. Nhiều ứng viên đảng phái độc lập, trong đó có Jo Jorgensen từ Đảng Tự do và Howie Hawkins từ Đảng Xanh cũng tranh cử tổng thống. Đảng Dân chủ đã giành đa số ghế trong Hạ viện sau cuộc bầu cử năm 2018, trong khi Đảng Cộng hòa đã giành số đông trong Thượng viện kể từ cuộc bầu cử năm 2014. Nếu không có ghế trống hoặc thành viên đổi đảng, khi cuộc bầu cử bắt đầu Đảng Dân chủ giữ 232 trong 435 ghế trong Hạ viện trong khi Đảng Cộng hòa giữ 53 trong 100 ghế Thượng viện. Cả 33 ghế thượng viện Cấp 2 đang được tranh cử, cùng với 2 tiểu bang (Georgia và Arizona) đang tổ chức cuộc bầu cử đặc biệt cho Thượng viện. Cả 6 ghế đại biểu không có phiếu bầu trong Quốc hội từ Washington, D.C. và các vùng quốc hải có người ở cũng được tranh cử.
Các cuộc bầu cử định kỳ cũng được tổ chức cho 86 trong 99 cơ quan lập pháp tiểu bang, và 11 tiểu bang cũng tổ chức cuộc bầu cử thống đốc. Nhiều cuộc bầu cử cho các ghế trong hệ thống hành pháp và tư pháp tiểu bang cũng được diễn ra. Kết quả các cuộc bầu cử cấp tiểu bang ảnh hưởng cuộc phân chia khu bầu cử diễn ra sau cuộc điều tra dân số năm 2020. Thêm vào đó, nhiều cuộc trưng cầu dân ý, bầu cử bộ lạc, và bầu cử địa phương (kể cả vô số cuộc bầu cử thị trưởng), cũng diễn ra cùng ngày.
Những vấn đề chính cho cử tri gồm có đại dịch COVID-19 đang diễn ra, cũng như các vấn đề chăm sóc sức khỏe, kinh tế, bạo động về chủng tộc, và phá thai.  Những chỉ thị về giãn cách xã hội đã dẫn đến 1 số lượng người bỏ phiếu sớm hoặc bằng thư chưa từng thấy. Tỷ lệ bỏ phiếu vượt xa tỷ lệ trong những cuộc bầu cử gần đây: 1 dự báo cho thấy tỷ lệ bỏ phiếu trong những người đủ điều kiện cao hơn tất cả các cuộc bầu cử kể từ năm 1900. Sau khi Biden đắc cử, Trump và một số đảng viên Cộng hòa khác đã không chịu thua cuộc và đưa những cáo buộc vô căn cứ về gian lận.

## Bầu cử liên bang

### Tổng thống
Cuộc bầu cử tổng thống năm 2020 là cuộc bầu cử tổng thống thứ 59 của Hoa Kỳ diễn ra mỗi 4 năm. Người giành đa số phiếu đại cử tri đoàn (270 trong 538 phiếu đại cử tri) thắng cử cho nhiệm kỳ bắt đầu từ ngày 20 tháng 1 năm 2021 đến ngày 20 tháng 1 năm 2025. Đến ngày 7 tháng 11, tất cả các tổ chức thông tấn đã dự báo Joe Biden, ứng cử viên của Đảng Dân chủ đã đánh bại tổng thống đương nhiệm thuộc Đảng Cộng hòa là Donald Trump. Kết quả cuộc bầu cử tại mỗi tiểu bang và Quận Columbia đã được chứng nhận vào ngày 9 tháng 12 năm 2020. Các đại cử tri đã chính thức bỏ phiếu cho tổng thống và phó tổng thống vào ngày 14 tháng 12 năm 2020 và Quốc hội chính thức kiểm phiếu đại cử tri vào ngày 6 tháng 1 năm 2021. Tổng thống đương nhiệm Donald Trump là thành viên Đảng Cộng hòa, đã được đảng tái đề cử sau khi không gặp nhiều đối thủ đáng kể trong cuộc bầu cử sơ bộ nội bộ của đảng. Đảng Cộng hòa cũng tái đề cử Phó Tổng thống Mike Pence làm ứng cử viên liên danh với Trump. Đảng Dân chủ, đảng phái chính khác tại Hoa Kỳ, đã đề cử cựu Phó Tổng thống Joe Biden làm tổng thống và Thượng nghị sĩ Kamala Harris từ California làm phó tổng thống. Biden được coi là ứng viên của đảng từ đầu tháng 4 năm 2020 sau khi Bernie Sanders rút khỏi cuộc vận động bầu cử sơ bộ. Cùng với Biden và Sanders, Elizabeth Warren, Michael Bloomberg và Pete Buttigieg đều giành được ít nhất 1 phiếu đại biểu trong các cuộc bầu cử sơ bộ nội bộ của đảng.
Nhiều ứng viên đảng phái độc lập cũng ứng cử chức vụ tổng thống. Các ứng viên tổng thống của 2 đảng thứ 3 là Đảng Tự do và Đảng Xanh đã giành ít nhất 1% phiếu phổ thông trong cuộc bầu cử năm 2016. Trong cuộc bầu cử năm 2020, Đảng Tự do đã đề cử một liên danh gồm có Jo Jorgensen và Spike Cohen, trong khi Đảng Xanh đề cử liên danh gồm có Howie Hawkins và Angela Nicole Walker. Các ứng viên tổng thống khác gồm có ứng viên độc lập Brock Pierce và ca sĩ nhạc rap Kanye West, có quan hệ với "Đảng Sinh nhật".
Joe Biden dự kiến sẽ nhậm chức vào ngày 20 tháng 1 năm 2021. Ông sẽ trở thành người cao tuổi nhất vào lúc nhậm chức tổng thống ở tuổi 78. Ông cũng sẽ trở thành người cao tuổi nhất giữ chức vụ này. Biden là cựu phó tổng thống không đương nhiệm thứ nhì thắng cử. Ông cũng sẽ trở thành giáo hữu Công giáo thứ 2 thắng cử tổng thống, sau John F. Kennedy năm 1960. Thêm vào đó, ứng cử viên liên danh Kamala Harris cũng sẽ trở thành phụ nữ đầu tiên và người da màu thứ 2 trở thành phó tổng thống.  Trump vẫn chưa chịu thua cuộc và cứ khăng khăng tuyên bố sai sự thật rằng ông mới là người thắng cử. Chiến dịch tranh cử của ông đã đệ đơn kiện khiếu nại kết quả tại nhiều tiểu bang, nhưng hầu hết đã được rút lại hay bị tòa án bác bỏ.

### Quốc hội

#### Thượng viện
| 33 | 12 | 2 | 23 | 30 |

| 33 Nghị sĩ Dân chủ không tranh cử | 12 Nghị sĩ Dân chủ tranh cử | [ f ] | 23 Nghị sĩ Cộng hòa tranh cử | 30 Nghị sĩ Cộng hòa không tranh cử |

| Hạng      | Dân chủ | Độc lập | Cộng hòa | Cuộc bầu cử kế tiếp |
| --------- | ------- | ------- | -------- | ------------------- |
| 1         | 21      | 2       | 10       | 2024                |
| 2         | 13      | 0       | 20       | 2020                |
| 3         | 14      | 0       | 20       | 2022                |
| Tổng cộng | 48      | 2       | 50       |                     |

Có 35 trong 100 ghế Thượng viện được tranh cử. Tất cả các ghế trong hạng II của Thượng viện sẽ được tranh cử, những người thắng cử sẽ phục vụ nhiệm kỳ 6 năm. Thêm vào đó, Arizona và Georgia cũng tổ chức các cuộc bầu cử đặc biệt cho các ghế hạng III đang trống (do cái chết của Thượng nghị sĩ John McCain ở Arizona và Johnny Isakson từ chức ở Georgia); những người thắng cử các cuộc bầu cử này sẽ phục vụ 2 năm còn lại của nhiệm kỳ. Các tiểu bang khác cũng có thể tổ chức cuộc bầu cử đặc biệt nếu có ghế trống. Sau cuộc bầu cử năm 2014, Đảng Cộng hòa đã giành đa số ghế trong Thượng vện và duy trì đa số qua các cuộc bầu cử năm 2016 và 2018. Trước cuộc bầu cử, Đảng Cộng hòa giữ 53 ghế Thượng nghị sĩ, Đảng Dân chủ giữ 45 ghế, và các Thượng nghị sĩ độc lập giữ 2 ghế. Có 21 ghế Cộng hòa cùng 12 ghế Dân chủ được tranh cử lần này. 5 ghế thượng nghị sĩ đã đổi đảng trong cuộc tổng tuyển cử. Các ứng viên Dân chủ đã đánh bại cả 2 đảng viên Cộng hòa đương nhiệm tại Georgia, cũng như những nghị sĩ Cộng hòa đương nhiệm tại Arizona và Colorado.  Đồng thời, 1 ứng viên Cộng hòa đã đánh bại Thượng nghị sĩ Dân chủ đương nhiệm tại Alabama. Kết quả cuộc tổng tuyển cứ đã để lại cả 2 phe với 50 ghế trong thượng viện. Vì Đảng Dân chủ cũng giành chức tổng thống, Đảng Dân chủ sẽ giành quyền kiểm soát Thượng viện khi Phó tổng thống tân cử Kamala Harris tuyên thệ nhậm chức vào ngày 20 tháng 1 năm 2021.

#### Hạ viện
Tất cả 435 ghế có phiếu bầu trong Hạ viện Hoa Kỳ đã được tranh cử; 1 đảng cần giữ 218 ghế để giành đa số. Mỗi ứng viên thắng cử sẽ phục vụ nhiệm kỳ 2 năm. Đảng Dân chủ đã giành đa số Hạ viện trong cuộc bầu cử năm 2018 sau khi họ giành 235 ghế so với 199 ghế của Đảng Cộng hòa. Sau các ghế trống và đảng viên đổi đảng kể từ cuộc bầu cử năm 2018, Đảng Dân chủ trước cuộc bầu cử giữ 232 ghế trong khi Đảng Cộng hòa giữ 198 ghế, cùng với 1 ghế (Justin Amash) do Đảng Tự do giữ. Tùy vào các ghế trống và đảng viên đổi đảng trong tương lai, Đảng Cộng hòa cần giành thêm khoảng 20 ghế để giành đa số Hạ viện.
Đảng Cộng hòa đã giành thêm 15 ghế trong cuộc bầu cử Hạ viện, đánh bại 12 dân biểu Dân chủ đương nhiệm. Toàn nước Mỹ, các ứng viên Dân chủ trong Hạ viện thắng với chênh lệch trung bình 3%, và nhiều ứng viên có tỷ lệ phiếu thấp hơn Biden. Kết quả cuộc bầu cử cho thấy Đảng Dân chủ vẫn duy trì đa số ghế với 222 ghế, mặc dù tỷ lệ đa số bị giảm xuống đáng kể.

##### Bầu cử đặc biệt
Có 4 cuộc bầu cử đặc biệt được tổ chức năm 2020 để thay thế 1 số thành viên đã từ chức hay qua đời trong lúc tại nhiệm trong Quốc hội Hoa Kỳ thứ 116:
- Khu bầu cử quốc hội thứ 25 của California: Đảng viên Cộng hòa Mike Garcia đã đánh bại đảng viên Dân chủ Christy Smith để thay thế Dân biểu Dân chủ Katie Hill, người đã tuyên bố từ chức ngày 27 tháng 10 năm 2019, sau vụ bê bối liên quan đến mối quan hệ giữa cô và 1 nhân viên.[21] Khu bầu cử có chỉ số đảng phái đồng đều.[22]
- Khu bầu cử quốc hội thứ 7 của Maryland: Đảng viên Dân chủ Kweisi Mfume đã đánh bại đảng viên Cộng hòa Kimberly Klacik để thay thế Dân biểu Dân chủ Elijah Cummings, người đã qua đời trong lúc tại nhiệm vào ngày 17 tháng 10 năm 2019.[23] Khu bầu cử có chỉ số đảng phái D+26.[24]
- Khu bầu cử thứ 27 của New York: Đảng viên Cộng hòa Chris Jacobs đã đánh bại đảng viên Dân chủ Nate McMurray[25] để thay thế Dân biểu Cộng hòa Chris Collins, người đã từ chức vào ngày 1 tháng 10 năm 2019 trước khi nhận tội giao dịch nội gián.[26] Khu bầu cử có chỉ số đảng phái R+11.[27]
- Khu bầu cử thứ 7 của Wisconsin: Đảng viên Cộng hòa Tom Tiffany đã đánh bại đảng viên Dân chủ Tricia Zunker để thay thế Dân biểu Cộng hòa Sean Duffy, người đã tuyên bố từ chức vào ngày 23 tháng 9 năm 2019 trước khi đứa con thứ 9 vốn được chẩn đoán có vấn đề y tế của ông ra đời.[28][29] Khu bầu cử có chỉ số đảng phái R+7[30]

## Bầu cử tiểu bang

### Thống đốc
| 23                               | 5                          | 1              | 7                           | 20                                |
| Thống đốc Dân chủ không tranh cử | Thống đốc Dân chủ tranh cử | PNP/R tranh cử | Thống đốc Cộng hòa tranh cử | Thống đốc Cộng hòa không tranh cử |

Các cuộc bầu cử thống đốc được tổ chức cho 11 tiểu bang và 2 lãnh thổ Hoa Kỳ. Các cuộc bầu cử đặc biệt có thể cũng được tổ chức tại các tiểu bang và lãnh thổ khác, nếu cần thiết theo hiến pháp nơi đó. Hầu hết các cuộc bầu cử cho nhiệm kỳ 4 năm, nhưng thống đốc tiểu bang New Hampshire và Vermont sẽ phục vụ nhiệm kỳ 2 năm. Nếu không có chức vụ trống hoặc thành viên đổi đảng, Đảng Cộng hòa phải chống giữ 7 chức vụ, trong khi Đảng Dân chủ phải chống giữ 6 chức vụ.

### Cơ quan lập pháp

Quyền kiểm soát chính quyền tiểu bang và lãnh thổ trước cuộc tổng tuyển cử 2020:
Dân chủ kiểm soát bộ ba - không tranh cử
Dân chủ kiểm soát bộ ba, đều tranh cử
Cộng hòa kiểm soát bộ ba - không tranh cử
Cộng hòa kiểm soát bộ ba, đều tranh cử
Chính quyền phân chia, tranh cử
Chính quyền phân chia được bảo đảm sau tranh cử
PNP kiểm soát bộ ba, đều tranh cử
Cơ quan lập pháp chính thức không đảng phái

Các cuộc bầu cử thường kỳ được tổ chức cho 86 trong 99 cơ quan lập pháp tiểu bang tại Hoa Kỳ; trong toàn quốc thì 5.876 trong 7.383 ghế lập pháp được tranh cử. Trong 1 số cơ quan lập pháp, toàn bộ ghế được tranh cử, trong khi 1 số cơ quan khác thì tổ chức bầu cử chéo nhau và chỉ 1 phần số ghế được tranh cử. Mặc dù hầu hết các tiểu bang tổ chức bầu cử thường kỳ cho cả 2 viện, Alabama, Louisiana, Maryland, Mississippi, New Jersey và Virginia không tổ chức bầu cử cơ quan lập pháp, và Michigan chỉ tổ chức bầu cử cho hạ viện. Nebraska, tiểu bang duy nhất không có 2 viện lập pháp, tổ chức bầu cử cho 1 nửa số ghế trong viện duy nhất.
Sau cuộc bầu cử năm 2019, Đảng Dân chủ kiểm soát bộ 3  (chức thống đốc và cả 2 viện lập pháp) tại 15 tiểu bang, Đảng Cộng hòa kiểm soát 20 bộ ba, và 14 tiểu bang có chính quyền phân chia. Nebraska chính thức có cơ quan lập pháp không đảng phái cho nên không được tính trong con số này. Toàn quốc, Đảng Cộng hòa kiểm soát khoảng 60% viện lập pháp và 52% tổng số ghế lập pháp.

### Các cuộc bầu cử tiểu bang khác
Trong năm 2020, 82 ghế tối cao pháp viện tiểu bang được tranh cử tại 35 tiểu bang. Con số này chiếm 24% tổng số ghế tối cao pháp viện trong cả nước. Nhiều tòa án tiểu bang khác cũng tổ chức bầu cử năm 2020. Thêm vào đó, nhiều chức vụ hành pháp khác cấp tiểu bang khác cũng được tranh cử trong năm này.

### Trưng cầu dân ý
Trong năm 2020, các cử tri tại các tiểu bang đã bỏ phiếu nhiều cuộc trưng cầu dân ý, dự luật đề xướng và sửa đổi hiến pháp tiểu bang trong nhiều lĩnh vực, từ việc mở rộng Medicaid đến hợp pháp hóa cần sa đến quyền bầu cử.

## Bầu cử lãnh thổ
Hai lãnh thổ Samoa thuộc Mỹ và Puerto Rico cũng tổ chức các cuộc bầu cử thống đốc và lập pháp trong năm 2020. Trong khi Guam, Quần đảo Bắc Mariana và Quần đảo Virgin thuộc Mỹ bầu cho cơ quan lập pháp. Cùng với Washington, D.C., mỗi lãnh thổ cũng bầu cho 1 đại biểu không có phiếu bầu trong Hạ viện Hoa Kỳ. Tất cả các đại biểu không phiếu bầu phục vụ nhiệm kỳ 2 năm, trừ Ủy viên Thường trú của Puerto Rico  (Resident Commissioner of Puerto Rico)  phục vụ nhiệm kỳ 4 năm. Cả 5 lãnh thổ cũng đã tham gia trong các cuộc bầu cử sơ bộ cho cả 2 đảng Dân chủ và Cộng hòa.

## Bầu cử địa phương

### Thị trưởng
Kể từ đàu năm 2020, nhiều thị trưởng thành phố lớn đã tái thắng cử, trong đó có Karen Goh của Bakersfield, California David West từ Chesapeake; David Meyer từ Fairfax City; Mary Katherine Greenlaw từ Fredericksburg; và Donnie Tuck từ Hampton, Virginia; Tom Barrett từ Milwaukee, Wisconsin; và Darrell Steinberg từ Sacramento, California. Tại Norfolk, Virginia; Thị trưởng Kenny Alexander không có đối thủ khi tái tranh cử. Tại Tulsa, Oklahoma, thị trưởng đương nhiệm G.T.Bynum tái thắng cử = cách giành đa số phiếu trong cuộc bầu cử sơ bộ vào tháng 8 năm 2020. Tại Freshno, California; Jerry Dyer đã giành chức vụ thị trưởng không có người đương nhiệm.
Ngoài ra, 1 số thành phố khác cũng tổ chức bầu cử thị trưởng, trong đó có:
- Baltimore, Maryland[43]
- Baton Rouge, Louisiana
- Corpus Christi, Texas
- El Paso, Texas
- Fremont, California
- Gilbert, Arizona
- Glendale, Arizona
- Honolulu, Hawaii
- Irving, Texas
- Lubbock, Texas
- Mesa, Arizona
- Miami-Dade, Florida
- Portland, Oregon
- Richmond, Virginia
- Riverside, California[44]
- Quận Salt Lake, Utah
- San Diego, California
- San Juan, Puerto Rico[45]
- Santa Ana, California
- Scottsdale, Arizona
- Stockton, California[46]
- Virginia Beach, Virginia
- Winston-Salem, North Carolina

### Các cuộc bầu cử và trưng cầu dân ý khác
- Một trong 2 thượng nghị sĩ "dự bị" cũng như dân biểu "dự bị" của Washington, D.C., có nhiệm vụ vận động Quốc hội thiết lập thành phố này thành 1 tiểu bang, cũng được tranh cử.
- Cử tri Washington, D.C. cũng bầu cho Đề xuất 81, hạ thấp ưu tiên thi hành pháp luật đối với 1 số loại ma túy.[47]

## Ảnh hưởng của Đại dịch COVID-19
Kể từ tháng 3 năm 2020, nhiều cuộc bầu cử khắp Hoa Kỳ đã bị trì hoãn hay gián đoạn vì đại dịch COVID-19. Nhiều tiểu bang đã hoãn lại cuộc bầu cử tổng thống sơ bộ, trong khi Alabama đã hoãn lại cuộc bầu cử sơ bộ cho thượng nghị sĩ, North Carolina và Mississippi hoãn lại cuộc bầu cử sơ bộ cho các ghế dân biểu. Iowa, Missouri, South Carolina, và Texas đều hoãn lại các cuộc bầu cử cấp thành phố, trong khi cuộc bầu cử đặc biệt cho Chủ tịch Quận Queens ở Thành phố New York đã bị hủy bỏ. Đại dịch cũng đã khiến Đại hội Đảng Dân chủ bị hoãn lại, trong khi cả 2 đại hội của 2 đảng lớn cũng chỉ được tổ chức trên mạng. Để giúp thi hành giãn cách xã hội, nhiều tiểu bang mở rộng các lựa chọn bầu cử vắng mặt và qua bưu điện cho các cuộc bầu cử sơ bộ và tổng tuyển cử tháng 11. Một số cuộc bầu cử, kể cả cuộc bầu cử sơ bộ Đảng Dân chủ ở Alaska và Hawaii, cũng như cuộc bầu cử đặc biệt cho khu bầu cử thứ 7 của Maryland, được tổ chức hoàn toàn qua bưu điện.

## Tỷ lệ cử tri bỏ phiếu
Với việc nhiều tiểu bang nới lỏng các luật lệ bầu cử sớm giữa đại dịch, cuộc bầu cử năm 2020 đã chứng kiến 1 tỷ lệ bỏ phiếu sớm chưa từng thấy. Đến ngày 26 tháng 10 năm 2020, còn 8 ngày trước cuộc bầu cử, số phiếu sớm toàn quốc đã vượt qua số phiếu này của cuộc bầu cử năm 2016. Các đảng viên Dân chủ đã biểu lộ ý định bầu cử = thư ở tỷ lệ cao hơn, trong khi đảng viên Cộng hòa đã biểu lộ ý định bỏ phiếu tại chỗ bầu.

## Nhận thức và phân tích
Trong 1 cuộc thăm dò ý kiến thực hiện tháng 2 năm 2020, người trả lời cho rằng họ tin tưởng vào "tính trung thực của các cuộc bầu cử ở Mỹ". Trong cuộc thăm dò vào tháng 8, 49% người trả lời cho rằng bầu cử sẽ "khó khăn", tăng vọt từ tỷ lệ 15% trong cuộc bầu cử năm 2018; 75% đảng viên Cộng hòa, nhưng ít hơn 1 nửa đảng viên Dân chủ tin tưởng rằng các cuộc bầu cử "sẽ được tổ chức 1 cách công = và chính xác". Trông cuộc thăm dò vào tháng 10, 47% người trả lời không đồng ý với câu nói rằng cuộc bầu cử "sẽ công bằng và trung thực", 51% không "đồng ý rằng ai sẽ là người được bầu tổng thống Hoa Kỳ chính thống"; 56% cho rằng sẽ có "1 sự gia tăng bạo động do cuộc bầu cử gây ra". 49% sinh viên đại học được khảo sát vào tháng 9 cho rằng cuộc bầu cử sẽ "không được công bằng", 55% cho rằng "nó sẽ không được tổ chức tốt", và 81% cho rằng "các nhóm lợi ích có ảnh hưởng nhiều hơn cử tri vào kết quả bầu cử". Theo 1 cuộc khảo sát vào tháng 10, 8 trong 10 người Mỹ cho rằng thông tin sai sự thật là "1 vấn đề lớn", những người ủng hộ tin tưởng vào báo chí và thông điệp của ứng viên hơn những người ủng hộ Trump.
Nhà sử học Timothy Snyder, chuyên gia về chủ nghĩa chuyên chế, phát biểu rằng "Đây không phải chỉ là 1 cuộc bầu cử. Nó là 1 cuộc bầu cử bị bao quanh bởi thuật ngữ chuyên chế của 1 cuộc đảo chính. [Trump] dường như đã chắc chắn rằng mình sẽ không thắng cử, [nhưng] ông không muốn rời chức vụ." Theo Snyder, để vượt qua "bản năng chuyên chế" của Trump, phe đối lập "phải thắng cuộc bầu cử và phải thắng kết quả cuộc bầu cử nữa."

## Kết quả
Bảng sau đây liệt kê kết quả theo đảng phái cho các cuộc tranh cử tổng thống, quốc hội, thống đốc, và cơ quan lập pháp tiểu bang trong mỗi tiểu bang và lãnh thổ năm 2020. Lưu ý rằng không phải tiểu bang nào cũng tổ chức bầu cử cho các chức vị đó.  Năm lãnh thổ và Washington, D.C. không bầu cử thành viên Thượng viện; mỗi nơi chỉ bầu 1 đại biểu không có phiếu vào Hạ viện. Cơ quan lập pháp của Nebraska chỉ có 1 viện trong khi chức vụ thống đốc và cơ quan lập pháp của Samoa thuộc Mỹ chính thức không đảng phái.
| Phân chia và PVI     | Phân chia và PVI     | Trước bầu cử 2020      | Trước bầu cử 2020      | Trước bầu cử 2020      | Trước bầu cử 2020      | Sau bầu cử 2020      | Sau bầu cử 2020      | Sau bầu cử 2020      | Sau bầu cử 2020      | Sau bầu cử 2020      | Sau bầu cử 2020 |
| Đơn vị hành chính    | PVI                  | Thống đốc              | Lập pháp bang          | Thượng viện            | Hạ viện                | TT                   | Thống đốc            | Lập pháp bang        | Thượng viện          | Hạ viện              |                 |
| -------------------- | -------------------- | ---------------------- | ---------------------- | ---------------------- | ---------------------- | -------------------- | -------------------- | -------------------- | -------------------- | -------------------- | --------------- |
| Alabama              | R+14                 | Rep                    | Rep                    | Chia                   | Rep 6–1                | Rep                  | Rep                  | Rep                  | Rep                  | Rep 6–1              |                 |
| Alaska               | R+9                  | Rep                    | Chia                   | Rep                    | Rep 1–0                | Rep                  | Rep                  | Chưa rõ              | Rep                  | Rep 1–0              |                 |
| Arizona              | R+5                  | Rep                    | Rep                    | Chia                   | Dem 5–4                | Dem                  | Rep                  | Rep                  | Dem                  | Dem 5–4              |                 |
| Arkansas             | R+15                 | Rep                    | Rep                    | Rep                    | Rep 4–0                | Rep                  | Rep                  | Rep                  | Rep                  | Rep 4–0              |                 |
| California           | D+12                 | Dem                    | Dem                    | Dem                    | Dem 46–7               | Dem                  | Dem                  | Dem                  | Dem                  | Dem 42-11            |                 |
| Colorado             | D+1                  | Dem                    | Dem                    | Chia                   | Dem 4–3                | Dem                  | Dem                  | Dem                  | Dem                  | Dem 4–3              |                 |
| Connecticut          | D+6                  | Dem                    | Dem                    | Dem                    | Dem 5–0                | Dem                  | Dem                  | Dem                  | Dem                  | Dem 5–0              |                 |
| Delaware             | D+6                  | Dem                    | Dem                    | Dem                    | Dem 1–0                | Dem                  | Dem                  | Dem                  | Dem                  | Dem 1–0              |                 |
| Florida              | R+2                  | Rep                    | Rep                    | Rep                    | Rep 14–13              | Rep                  | Rep                  | Rep                  | Rep                  | Rep 16–11            |                 |
| Georgia              | R+5                  | Rep                    | Rep                    | Rep                    | Rep 9–5                | Dem                  | Rep                  | Rep                  | Dem                  | Rep 8–6              |                 |
| Hawaii               | D+18                 | Dem                    | Dem                    | Dem                    | Dem 2–0                | Dem                  | Dem                  | Dem                  | Dem                  | Dem 2–0              |                 |
| Idaho                | R+19                 | Rep                    | Rep                    | Rep                    | Rep 2–0                | Rep                  | Rep                  | Rep                  | Rep                  | Rep 2–0              |                 |
| Illinois             | D+7                  | Dem                    | Dem                    | Dem                    | Dem 13–5               | Dem                  | Dem                  | Dem                  | Dem                  | Dem 13–5             |                 |
| Indiana              | R+9                  | Rep                    | Rep                    | Rep                    | Rep 7–2                | Rep                  | Rep                  | Rep                  | Rep                  | Rep 7–2              |                 |
| Iowa                 | R+3                  | Rep                    | Rep                    | Rep                    | Dem 3–1                | Rep                  | Rep                  | Rep                  | Rep                  | Rep 3–1              |                 |
| Kansas               | R+13                 | Dem                    | Rep                    | Rep                    | Rep 3–1                | Rep                  | Dem                  | Rep                  | Rep                  | Rep 3–1              |                 |
| Kentucky             | R+15                 | Dem                    | Rep                    | Rep                    | Rep 5–1                | Rep                  | Dem                  | Rep                  | Rep                  | Rep 5–1              |                 |
| Louisiana            | R+11                 | Dem                    | Rep                    | Rep                    | Rep 5–1                | Rep                  | Dem                  | Rep                  | Rep                  | Rep 5–1              |                 |
| Maine                | D+3                  | Dem                    | Dem                    | Chia R/I               | Dem 2–0                | Dem                  | Dem                  | Dem                  | Chia R/I             | Dem 2–0              |                 |
| Maryland             | D+12                 | Rep                    | Dem                    | Dem                    | Dem 7–1                | Dem                  | Rep                  | Dem                  | Dem                  | Dem 7–1              |                 |
| Massachusetts        | D+12                 | Rep                    | Dem                    | Dem                    | Dem 9–0                | Dem                  | Rep                  | Dem                  | Dem                  | Dem 9–0              |                 |
| Michigan             | D+1                  | Dem                    | Rep                    | Dem                    | Dem 7–6–1              | Dem                  | Dem                  | Rep                  | Dem                  | Chia 7-7             |                 |
| Minnesota            | D+1                  | Dem                    | Chia                   | Dem                    | Dem 5–3                | Dem                  | Dem                  | Chia                 | Dem                  | Chia 4-4             |                 |
| Mississippi          | R+9                  | Rep                    | Rep                    | Rep                    | Rep 3–1                | Rep                  | Rep                  | Rep                  | Rep                  | Rep 3–1              |                 |
| Missouri             | R+9                  | Rep                    | Rep                    | Rep                    | Rep 6–2                | Rep                  | Rep                  | Rep                  | Rep                  | Rep 6–2              |                 |
| Montana              | R+11                 | Dem                    | Rep                    | Chia                   | Rep 1–0                | Rep                  | Rep                  | Rep                  | Chia                 | Rep 1–0              |                 |
| Nebraska             | R+14                 | Rep                    | NP                     | Rep                    | Rep 3–0                | Rep                  | Rep                  | NP                   | Rep                  | Rep 3–0              |                 |
| Nevada               | D+1                  | Dem                    | Dem                    | Dem                    | Dem 3–1                | Dem                  | Dem                  | Dem                  | Dem                  | Dem 3–1              |                 |
| New Hampshire        | Đều                  | Rep                    | Dem                    | Dem                    | Dem 2–0                | Dem                  | Rep                  | Rep                  | Dem                  | Dem 2–0              |                 |
| New Jersey           | D+7                  | Dem                    | Dem                    | Dem                    | Dem 10–2               | Dem                  | Dem                  | Dem                  | Dem                  | Dem 10–2             |                 |
| New Mexico           | D+3                  | Dem                    | Dem                    | Dem                    | Dem 3–0                | Dem                  | Dem                  | Dem                  | Dem                  | Dem 2–1              |                 |
| New York             | D+11                 | Dem                    | Dem                    | Dem                    | Dem 21–6               | Dem                  | Dem                  | Dem                  | Dem                  |                      |                 |
| North Carolina       | R+3                  | Dem                    | Rep                    | Rep                    | Rep 9–3                | Rep                  | Dem                  | Rep                  | Rep                  | Rep 8–5              |                 |
| North Dakota         | R+17                 | Rep                    | Rep                    | Rep                    | Rep 1–0                | Rep                  | Rep                  | Rep                  | Rep                  | Rep 1–0              |                 |
| Ohio                 | R+3                  | Rep                    | Rep                    | Chia                   | Rep 12–4               | Rep                  | Rep                  | Rep                  | Chia                 | Rep 12–4             |                 |
| Oklahoma             | R+20                 | Rep                    | Rep                    | Rep                    | Rep 4–1                | Rep                  | Rep                  | Rep                  | Rep                  | Rep 5-0              |                 |
| Oregon               | D+5                  | Dem                    | Dem                    | Dem                    | Dem 4–1                | Dem                  | Dem                  | Dem                  | Rep                  | Dem 4–1              |                 |
| Pennsylvania         | Đều                  | Dem                    | Rep                    | Chia                   | Chia 9–9               | Dem                  | Dem                  | Rep                  | Chia                 | Chia 9–9             |                 |
| Rhode Island         | D+10                 | Dem                    | Dem                    | Dem                    | Dem 2–0                | Dem                  | Dem                  | Dem                  | Dem                  | Dem 2–0              |                 |
| South Carolina       | R+8                  | Rep                    | Rep                    | Rep                    | Rep 5–2                | Rep                  | Rep                  | Rep                  | Rep                  | Rep 6–1              |                 |
| South Dakota         | R+14                 | Rep                    | Rep                    | Rep                    | Rep 1–0                | Rep                  | Rep                  | Rep                  | Rep                  | Rep 1–0              |                 |
| Tennessee            | R+14                 | Rep                    | Rep                    | Rep                    | Rep 7–2                | Rep                  | Rep                  | Rep                  | Rep                  | Rep 7–2              |                 |
| Texas                | R+8                  | Rep                    | Rep                    | Rep                    | Rep 23–13              | Rep                  | Rep                  | Rep                  | Rep                  | Rep 23–13            |                 |
| Utah                 | R+20                 | Rep                    | Rep                    | Rep                    | Rep 3–1                | Rep                  | Rep                  | Rep                  | Rep                  | Rep 4-0              |                 |
| Vermont              | D+15                 | Rep                    | Dem                    | Chia D/I               | Dem 1–0                | Dem                  | Rep                  | Dem                  | Chia D/I             | Dem 1–0              |                 |
| Virginia             | D+1                  | Dem                    | Dem                    | Dem                    | Dem 7–4                | Dem                  | Dem                  | Dem                  | Dem                  | Dem 7–4              |                 |
| Washington           | D+7                  | Dem                    | Dem                    | Dem                    | Dem 7–3                | Dem                  | Dem                  | Dem                  | Dem                  | Dem 7–3              |                 |
| West Virginia        | R+20                 | Rep                    | Rep                    | Chia                   | Rep 3–0                | Rep                  | Rep                  | Rep                  | Chia                 | Rep 3–0              |                 |
| Wisconsin            | Đều                  | Dem                    | Rep                    | Chia                   | Rep 5–3                | Dem                  | Dem                  | Rep                  | Chia                 | Rep 5–3              |                 |
| Wyoming              | R+25                 | Rep                    | Rep                    | Rep                    | Rep 1–0                | Rep                  | Rep                  | Rep                  | Rep                  | Rep 1–0              |                 |
| Hoa Kỳ               | Đều                  | Rep 26–24              | Rep 29–19              | Rep 53–47              | Dem 232–197            | Dem                  | Rep 27–23            | Chưa rõ              | Dem 50–50            | Chưa rõ              |                 |
|                      |                      |                        |                        |                        |                        |                      |                      |                      |                      |                      |                 |
| Washington, D.C.     | D+43                 | Dem                    | Dem                    | —                      | Dem                    | Dem                  | Dem                  | Dem                  | —                    | Dem                  |                 |
| Samoa thuộc Mỹ       | —                    | NP/D                   | NP                     | —                      | Rep                    | —                    | NP                   | NP                   | —                    | Rep                  |                 |
| Guam                 | —                    | Dem                    | Dem                    | —                      | Dem                    | —                    | Dem                  | Dem                  | —                    | Dem                  |                 |
| Quần đảo Bắc Mariana | —                    | Rep                    | Rep                    | —                      | Độc lập                | —                    | Chia                 | Độc lập              | —                    | Độc lập              |                 |
| Puerto Rico          | —                    | PNP/R                  | PNP                    | —                      | PNP/R                  | —                    | PNP/D                | PDP                  | —                    | PNP/R                |                 |
| Quần đảo Virgin      | —                    | Dem                    | Dem                    | —                      | Dem                    | —                    | Dem                  | Dem                  | —                    | Dem                  |                 |
| Đơn vị hành chính    | Chỉ số phe phái Cook | Thống đốc              | Lập pháp bang          | Thượng viện            | Hạ viện                | TT                   | Thống đốc            | Lập pháp bang        | Thượng viện          | Hạ viện              |                 |
| Phân chia và PVI     | Phân chia và PVI     | Trước cuộc bầu cử 2020 | Trước cuộc bầu cử 2020 | Trước cuộc bầu cử 2020 | Trước cuộc bầu cử 2020 | Sau cuộc bầu cử 2020 | Sau cuộc bầu cử 2020 | Sau cuộc bầu cử 2020 | Sau cuộc bầu cử 2020 | Sau cuộc bầu cử 2020 |                 |